# دير القديسين (الطود)
يقع دير القديسين للشهيدين الانبا بشاى والانبا بطرس شرق قرية طود ارمنت وسط مدافن القرية ومجمع مبنى كنائس الدير تتكون من الكنيسة القديمة وبها أربعة هياكل في صف واحد وخورسين والكنيسة الأحدث تتكون من 12 قبة وثلاث هياكل وتسعة للصحن وترجع للقرن 18و 19م والكنيستان مبنيتان بالطوب اللبن ويوجد غرب الكنيسة القديمة مغطس مربع. هذا وقد وجد بالدير بعض الاهتمام والتعمير وسكنه بعض المكرسات.

## الموقع
يقع دير القديسين بجبل الطود شرق النيل جنوب مدينة الأقصر بمسافة 20 كيلو متر ويبعد عن مدينة اسنا بحوالى 45 كلم يخدم اقباط كل هذه القرى ال17 قرية الواقعة في هذا الزمام من قرية (البغدادي) بجوار كوبرى الأقصر العلوى حتى قرية (المعلا) التابع لمركز اسنا بمسافة 42 كلم ويعيش بها 55 أسرة مسيحية. ولايجد اقباطها مكانا للصلاة وتأدية الشعائرالدينية وطقوس العبادة الا في كنيسة دير القديسين بجبل الطود - قرية الطود – التي يقع بها دير القديسين وتبعد عن الأقصر 16 كلم ويقطن بها 110 أسرة.
يقع الدير بحاجر الطود في الجهة الشرقية من قرية طود شرق النيل وعلي مسافة 17 كم جنوب مدينة الأقصر.

## سبب التسمية
ويسمي دير القديسين بهذا الاسم لأنه يوجد فيه أكثر من قديس ففيه جسد القديس أنبا بيشاي، والقديس أنبا بسنتاؤس، وأنبا سورس، وهؤلاء القديسيون عاشوا في هذه المنطقة وقدسوها بصلواتهم الطاهرة، وهؤلاء القديسون هم من أوائل من تتلمذوا علي يد القديس العظيم أنبا باخوميوس أب الشركة الذي اختبرهم وبعد أن وجد استعدادهم حسنا ألبسهم ثياب الرهبنة وقبلهم إليه بفرح في ديره الأول الذي أسسه قرابة دندرة، أما هم فلما دخلوا في هذه السيرة المقدسة بدأوا يعملون في خدمات كثيرة ونسكيات متعددة، ثم بعد ذلك توحدوا في منطقة الطود والتي فيها ديرهم العامر. ولقد شهد هذا الدير حركة عمرانية كبيرة في عهد البابا شنودة الثالث الذي زاره مرتين.

### بعده عن العمران والقرى
في البر الشرقي لمدينة الأقصر 14 قرية يسكنها أكثر من 1300 أسرة مسيحية يبلغ عدد افرادها نحو ثمانية الآف قبطى لايجدون مكانا يصلون فيه الا كنيسة دير القديسين بالطود والتي تبعد لمسافة تفصلها عن اقرب قرية نحو سبعة كليو مترات وتصل المسافة في حالة بعض القرى إلى أكثر من أربعين كيلو متر وعلى اقباط هذه القرى ان يقطعوا هذه المسافات البعيدة والمتباعدة ليصلوا إلى كنيسة القديسين للصلاة وعماد الأطفال وزواج الأبناء والصلاة على موتاهم وفضلا عن هذه القرى الأربع عشر التابعة لمدينة الأقصر فان هناك ثلاثة قرى أخرى تابعة لمدينة اسنا تخدم سكانها كنيسة الدير أيضا لعدم وجود كنائس بها.
يقع دير القديسين بجبل الطود شرق النيل جنوب مدينة الأقصر بمسافة 20 كيلو متر ويبعد عن مدينة اسنا بحوالى 45 كلم يخدم اقباط كل هذه القرى ال17 قرية الواقعة في هذا الزمام من قرية (البغدادي) بجوار كوبرى الأقصر العلوى حتى قرية (المعلا) التابع لمركز اسنا بمسافة 42 كلم ويعيش بها 55 أسرة مسيحية. ولايجد اقباطها مكانا للصلاة وتأدية الشعائرالدينية وطقوس العبادة الا في كنيسة دير القديسين بجبل الطود.